# Брустер (Минесота)
Брустер (енгл. Brewster) град је у америчкој савезној држави Минесота.

## Демографија
По попису из 2010. године број становника је 473, што је 29 (-5,8%) становника мање него 2000. године.
| Група             | 2000.       | 2010.       |
| Белци             | 487 (97,0%) | 436 (92,2%) |
| Афроамериканци    | 0 (0,0%)    | 1 (0,2%)    |
| Азијати           | 1 (0,2%)    | 0 (0,0%)    |
| Хиспаноамериканци | 11 (2,2%)   | 25 (5,3%)   |
| Укупно            | 502         | 473         |